# Amiram Reuveni
Amiram Reuveni (15 de marzo de 1951- Rasquera, 20 de mayo de 2023) fue un editor israelí afincado en España. Fue el introductor del manga en el sector editorial de habla hispana, y en el catalán.

## Biografía
De origen israelí, conoció a su mujer en Holanda y decidieron instalarse en algún lugar tranquilo de la España mediterránea, estableciéndose en 1986 en una masía con pinos y olivos de Rasquera.
Fue el fundador y director de la editorial Ponent Mon, y principal editor de la obra de Jiro Taniguchi en España. También publicó las obras de Inio Asano, Iou Kuroda, Kiriko Nananan, Hideo Azuma, y Kazuo Umezz. Apartado del ajetreo editorial, desarrollaba su labor en una finca del municipio de Rasquera, rodeado de animales y vegetación. 
Su labor editorial la realizaba solo en una caravana ubicada en la parte de la finca con mejor conexión a Internet. Reuveni seleccionaba los libros, compraba los derechos en Asia o Bélgica, contaba con varios traductores en España y un maquetador en Argentina. Los ejemplares se imprimen en China.
Falleció a los 72 años tras una enfermedad.